# Cuevana
Cuevana es un sitio web argentino dedicado a la distribución de producciones de cine y televisión a través de la web. Cuevana fue creado en octubre de 2009 y en 2011, cuevana.tv fue uno de los 20 más visitados de Argentina, con más de medio millón de visitas diarias.

## Historia
Cuevana no solo almacenaba datos, sino que ponía a la orden menús que facilitaban la navegación, a través de enlaces a servicios externos de almacenamiento en línea mediante un método de reproducción conocido como "streaming", algo que otros sitios de medios también realizan y que ha creado un fuerte debate sobre legalidad y derechos de propiedad de autor.
El 22 de diciembre de 2011, Cuevana realizó el primer lanzamiento de una película en forma exclusiva que, sin pasar por salas de cine, fue estrenada directamente en esta plataforma web. La película titulada Stephanie fue dirigida por el cineasta argentino Maximiliano Gerscovich.
En 2012 su fundador, Tomás Escobar, intenta transformar Cuevana en un canal de visualización de cine independiente además de disminuir la cantidad de películas ilegales, planeando convertirse a mediados de año en una plataforma que solo ofrecería contenidos autorizados por sus dueños. El sitio sería solventado por un fondo de inversión y los ingresos obtenidos por publicidad.
El 31 de enero de 2013, según aparece en su cuenta oficial de Twitter, Cuevana denuncia que, en Mendoza, el proveedor de servicios Arlink habría bloqueado el acceso a Cuevana los 6 meses anteriores.

### Cierre
El 21 de mayo de 2014, el diario La Nación registra el cierre de la página web oficial de Cuevana, con su catálogo de películas y series, poco tiempo antes el sitio había lanzado la aplicación Cuevana Storm.

### Aplicación Cuevana Storm
En octubre de 2015, diferentes sitios web especializados en tecnología registran que la aplicación Cuevana Storm dejó de brindar el catálogo de películas y series disponibles, aparentemente por falta de mantenimiento de parte de sus creadores. Este punto se toma como fin de la era de Cuevana.

### Cierre de Cuevana3
Cuevana3, que operaba en la ciudad peruana de Piura, fue cerrado. Pero posteriormente, fue relanzado.

## Controversias

### Extensión maliciosa
En septiembre de 2012 se detectó que el plugin que se requería para poder visualizar películas contenía un código malicioso que capturaba los usuarios y contraseñas de los formularios del navegador para luego transmitirlos a otro servidor. Cuevana manifestó que iba a realizar una investigación al respecto y actualizó a otra versión la extensión.

### Acciones legales
- 22 de noviembre de 2011, HBO Latinoamérica inició una causa penal en la que demanda a Cuevana y a uno de sus fundadores Tomás Escobar por presunta violación de la ley 11.723 de propiedad intelectual.[15]

- 29 de noviembre de 2011, Turner Argentina obtiene una medida cautelar del Juzgado Nacional de Primera Instancia que ordena bloquear el acceso de cualquier usuario al portal Cuevana para las series Falling Skies, BRIC y 26 personas para salvar al mundo. La medida obliga a las empresas proveedoras de internet a bloquear los enlaces web que ofrece el portal a dichas series bajo apercibimiento de imponerles una multa de 1000 pesos argentinos diarios.[16]

- 2 de diciembre de 2011, la empresa proveedora de internet (ISP) Telecentro S.A. de Argentina habría bloqueado por completo el ingreso de sus clientes al sitio Cuevana amparándose en la medida cautelar, dicho bloqueo total no habría durado más de 24 horas.[17][18]

- 12 de diciembre de 2011, la Unión Argentina de Videoeditores presenta una denuncia penal contra Cuevana por ignorar la ley de propiedad intelectual. Según el presidente de la entidad: "Cuevana realiza una comunicación pública no autorizada de obras cinematográficas y audiovisuales, que resulta ilícita penalmente, encuadrable en el artículo 71 de dicha ley"[19][20]

- 15 de marzo de 2012, luego de tres meses de investigación, el fiscal general de la Cámara del Crimen, Ricardo Sáenz, abre una causa penal contra los responsables de Cuevana por permitir el acceso a películas, series y programas de televisión sin pagar derechos de autor, declarando que constituye una "violación a las normas sobre propiedad intelectual previstas en la ley 11.723".[21]

- 6 de febrero de 2013, la Cámara Federal porteña consideró "excesivamente amplio y desproporcionado" el pedido de HBO Olé Partners de impedir el ingreso al sitio web en el marco de una causa por infracción de leyes de copyright.[22]

- Mayo de 2014, los usuarios alemanes de Cuevana Storm (aplicación para ver películas por streaming a través del protocolo BitTorrent)[23] recibieron demandas por daños y perjuicios de 815 euros de un bufete de abogados. Algunos usuarios pensaban que corrían el contenido en lugar de distribuirlo.[24]